# Macoma elimata
Macoma elimata is een tweekleppigensoort uit de familie van de Tellinidae. De wetenschappelijke naam van de soort is voor het eerst geldig gepubliceerd in 1968 door Dunnill & Coan.